# 에로망고섬

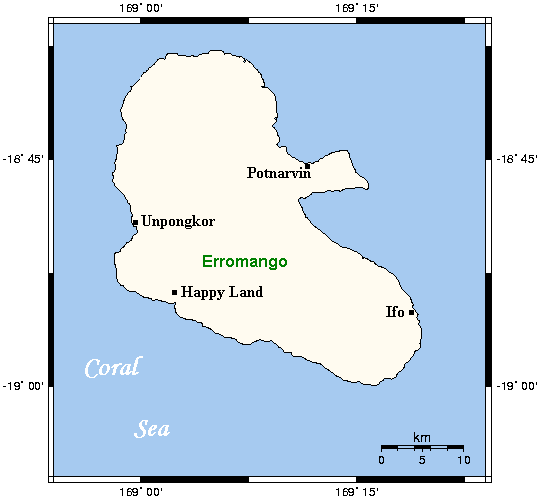
에로망고 섬의 위치

에로망고섬(Erromango)은 바누아투의 섬으로, 면적은 888km2, 최고점은 886m, 인구는 약 1,500명이다. 행정 구역상으로는 타페아 주(바누아투 최남단에 위치한 주)에 속하며 주로 단향이 생산된다.
섬의 중앙에 해발 837m의 화산이 존재하며, 섬의 주변은 산호초로 둘러싸여있다.